# A magyar labdarúgó-válogatott mérkőzései 2007-ben
A következő mérkőzéseket játszotta a magyar válogatott 2007-ben. A 13 találkozó közül 8 a 2008-as Európa-bajnokság selejtezője, 5 mérkőzés pedig barátságos találkozó volt. Az évet a ciprusi négyes tornával kezdte a válogatott, ahol két mérkőzést játszott. Március 24-én a montenegrói válogatott ellen léptek pályára, amelynek ez volt az első nemzetközi fellépése. Augusztus 22-én a világbajnok olasz válogatottat nagy meglepetésre 3-1-re győzte le a magyar együttes a Puskás Ferenc Stadionban.

## Eredmények
Barátságos mérkőzés
| 815. mérkőzés 2007. február 6. | Ciprus                  | 2 – 1                           | Magyarország                                    | Limassol Nézőszám: 300 Játékvezető: Jeraszímu (ciprusi) |
| 815. mérkőzés 2007. február 6. | Yiasoumis 18' Okász 73' | (1 – 0) (Jegyzőkönyv) Részletek | Priskin 89' Csizmadia 25' Tóth B. 35' Kanta 83' | Limassol Nézőszám: 300 Játékvezető: Jeraszímu (ciprusi) |

Barátságos mérkőzés
| 816. mérkőzés 2007. február 7. | Lettország | 0 – 2                           | Magyarország    | Limassol Nézőszám: 120 Játékvezető: Kailísz (ciprusi) |
| 816. mérkőzés 2007. február 7. |            | (0 – 1) (Jegyzőkönyv) Részletek | Priskin 32' 52' | Limassol Nézőszám: 120 Játékvezető: Kailísz (ciprusi) |

Barátságos mérkőzés
| 817. mérkőzés 2007. március 24. | Montenegró | 2 – 1                           | Magyarország                                            | Podgorica Játékvezető: Krajnc (szlovén) |
| 817. mérkőzés 2007. március 24. | Vučinić 65' (11-esből) Burzanović 81' (11-esből) Pavićević 18' Purović 67' Burzanović 70' Poleksić 88' Batak 90' | (0 – 1) (Jegyzőkönyv) Részletek | Priskin 1' Bodor 15' Tőzsér 32' Vaskó 65' Balogh B. 80' | Podgorica Játékvezető: Krajnc (szlovén) |

2008-as labdarúgó-Európa-bajnokság-selejtező
| 818. mérkőzés 2007. március 28. 18:00 (CET) | Magyarország                    | 2 – 0                           | Moldova     | Szusza Ferenc Stadion, Budapest Nézőszám: 4 000 Játékvezető: Ingvarsson (svéd) |
| 818. mérkőzés 2007. március 28. 18:00 (CET) | Priskin 9' Gera 63' Priskin 45' | (1 – 0) (Jegyzőkönyv) Részletek | Bugaiov 71' | Szusza Ferenc Stadion, Budapest Nézőszám: 4 000 Játékvezető: Ingvarsson (svéd) |

2008-as labdarúgó-Európa-bajnokság-selejtező
| 819. mérkőzés 2007. június 2. 20:30 (CET) | Görögország               | 2 – 0                           | Magyarország | Pankritio, Iráklio Nézőszám: 19 000 Játékvezető: Bo Larsen (dán) |
| 819. mérkőzés 2007. június 2. 20:30 (CET) | Gékasz 16' Seitaridis 29' | (2 – 0) (Jegyzőkönyv) Részletek | Bodor 35'    | Pankritio, Iráklio Nézőszám: 19 000 Játékvezető: Bo Larsen (dán) |

2008-as labdarúgó-Európa-bajnokság-selejtező
| 820. mérkőzés 2007. június 6. 19:00 (CET) | Norvégia                                        | 4 – 0                           | Magyarország | Ullevål, Oslo Nézőszám: 35 000 Játékvezető: Iturralde González (spanyol) |
| 820. mérkőzés 2007. június 6. 19:00 (CET) | Iversen 22' Braaten 58' Carew 60' 79' Hagen 29' | (1 – 0) (Jegyzőkönyv) Részletek | Hajnal 29'   | Ullevål, Oslo Nézőszám: 35 000 Játékvezető: Iturralde González (spanyol) |

Barátságos mérkőzés
| 821. mérkőzés 2007. augusztus 22. 20:50 (CET) | Magyarország                                | 3 – 1                           | Olaszország   | Puskás Ferenc Stadion, Budapest Nézőszám: 34 900 Játékvezető: Mejuto González (spanyol) |
| 821. mérkőzés 2007. augusztus 22. 20:50 (CET) | Juhász 61' Gera 66' (11-esből) Feczesin 77' | (0 – 0) (Jegyzőkönyv) Részletek | Di Natale 49' | Puskás Ferenc Stadion, Budapest Nézőszám: 34 900 Játékvezető: Mejuto González (spanyol) |

2008-as labdarúgó-Európa-bajnokság-selejtező
| 822. mérkőzés 2007. szeptember 8. 16:00 (CET) | Magyarország                             | 1 – 0                           | Bosznia-Hercegovina       | Sóstói Stadion, Székesfehérvár Nézőszám: 10 877 Játékvezető: Trefoloni (olasz) |
| 822. mérkőzés 2007. szeptember 8. 16:00 (CET) | Gera 39' (11-esből) Vaskó 15' Juhász 64' | (1 – 0) (Jegyzőkönyv) Részletek | Misimović 19' Rahimić 25' | Sóstói Stadion, Székesfehérvár Nézőszám: 10 877 Játékvezető: Trefoloni (olasz) |

2008-as labdarúgó-Európa-bajnokság-selejtező
| 823. mérkőzés 2007. szeptember 12. 19:30 (CET) | Törökország                                                       | 3 – 0                           | Magyarország                                     | BJK İnönü Stadium, Isztambul Nézőszám: 30 000 Játékvezető: Dougal (skót) |
| 823. mérkőzés 2007. szeptember 12. 19:30 (CET) | Gökhan 69' Aurélio 72' Balogh J. 90+4' (öngól) Hamit Altıntop 22' | (0 – 0) (Jegyzőkönyv) Részletek | Priskin 26' Vanczák 39' Hajnal 90' Gera 18′, 64′ | BJK İnönü Stadium, Isztambul Nézőszám: 30 000 Játékvezető: Dougal (skót) |

2008-as labdarúgó-Európa-bajnokság-selejtező
| 824. mérkőzés 2007. október 13. 16:20 (CET) | Magyarország                       | 2 – 0                           | Málta     | Szusza Ferenc Stadion, Budapest Nézőszám: 8 000 Játékvezető: Nalbandján (örmény) |
| 824. mérkőzés 2007. október 13. 16:20 (CET) | Feczesin 34' Tőzsér 77' Juhász 52' | (1 – 0) (Jegyzőkönyv) Részletek | Woods 10' | Szusza Ferenc Stadion, Budapest Nézőszám: 8 000 Játékvezető: Nalbandján (örmény) |

Barátságos mérkőzés
| 825. mérkőzés 2007. október 17. 18:00 (CET) | Lengyelország            | 0 – 1                           | Magyarország                      | Lódz Nézőszám: 5 000 Játékvezető: Circhetta (svájci) |
| 825. mérkőzés 2007. október 17. 18:00 (CET) | Gołoś 42' Sobolewski 59' | (0 – 0) (Jegyzőkönyv) Részletek | Hajnal 80' (11-esből) Halmosi 51' | Lódz Nézőszám: 5 000 Játékvezető: Circhetta (svájci) |

2008-as labdarúgó-Európa-bajnokság-selejtező
| 826. mérkőzés 2007. november 17. 18:00 (CET) | Moldova                                                 | 3 – 0                           | Magyarország       | Zimbru Stadion, Chișinău Nézőszám: 3 000 Játékvezető: Královec (cseh) |
| 826. mérkőzés 2007. november 17. 18:00 (CET) | Bugaev 12' Josan 23' Alexeev 86' Josan 80' Epureanu 84' | (2 – 0) (Jegyzőkönyv) Részletek | Gera 30' Fülöp 84' | Zimbru Stadion, Chișinău Nézőszám: 3 000 Játékvezető: Královec (cseh) |

2008-as labdarúgó-Európa-bajnokság-selejtező
| 827. mérkőzés 2007. november 21. 20:15 (CET) | Magyarország                      | 1 – 2                           | Görögország                                                               | Puskás Ferenc Stadion, Budapest Nézőszám: 32 300 Játékvezető: Styles (angol) |
| 827. mérkőzés 2007. november 21. 20:15 (CET) | Buzsáky 7' Tőzsér 29' Vanczák 93' | (1 – 1) (Jegyzőkönyv) Részletek | Vanczák 22' (öngól) Baszinász 56' (11-esből) Kirjákosz 62' Pacadzóglu 70' | Puskás Ferenc Stadion, Budapest Nézőszám: 32 300 Játékvezető: Styles (angol) |